# Torneo preolimpico CONMEBOL 2000
Il Torneo preolimpico CONMEBOL 2000 è stata la undicesima edizione del torneo.

## Formula
La formula prevedeva due gironi eliminatorî, costituiti da due gironi all'italiana da cinque squadre ciascuno, e un girone finale atto a selezionare le due qualificate per il torneo di Sydney 2000. Gli incontri si svolsero in tre città: a Londrina si tennero quelli del gruppo A, a Cascavel quelli del gruppo B e a Curitiba quelli del girone finale. Si assegnavano 3 punti per la vittoria, 1 per il pareggio e 0 per la sconfitta.

## Prima fase

### Gruppo A
| Pos. | Squadra   | Pt | G | V | N | P | GF | GS | DR  |
| ---- | --------- | -- | - | - | - | - | -- | -- | --- |
| 1.   | Brasile   | 10 | 4 | 3 | 1 | 0 | 15 | 1  | +14 |
| 2.   | Cile      | 7  | 4 | 2 | 1 | 1 | 7  | 7  | 0   |
| 2.   | Colombia  | 7  | 4 | 2 | 1 | 1 | 10 | 13 | -3  |
| 4.   | Venezuela | 4  | 4 | 1 | 1 | 2 | 5  | 9  | -4  |
| 5.   | Ecuador   | 0  | 4 | 0 | 0 | 4 | 5  | 12 | -7  |

#### Incontri
| Arbitro: | Giménez |

|                                                        |           |                             |
| Viveros 6’ Candelo 33’ (rig.), 45’ (rig.) Castillo 47’ | Marcatori | 24’ Candelario 38’ Kaviedes |

| Arbitro: | Amarilla |

|          |           |                |
| Alex 63’ | Marcatori | 79’ D. Pizarro |

| Arbitro: | Torres |

|                              |           |            |
| Tapia 43’ (rig.), 89’ (rig.) | Marcatori | 19’ Reasco |

| Arbitro: | Feldman |

|              |           |            |
| Castillo 28’ | Marcatori | 82’ Vielma |

| Arbitro: | Paniagua |

|                          |           |  |
| Tapia 43’, 58’ Neira 57’ | Marcatori |  |

| Arbitro: | Feldman |

|                         |           |  |
| Ronaldinho 18’ Alex 80’ | Marcatori |  |

| Arbitro: | Amarilla |

|                                              |           |                  |
| Muñoz 16’, 30’, 54’ Quintana 59’ Candelo 60’ | Marcatori | 87’ J. Gutiérrez |

| Arbitro: | Paniagua |

|                                      |           |  |
| Ronaldinho 10’, 85’ (rig.) Lucas 65’ | Marcatori |  |

| Arbitro: | Feldman |

|                                         |           |                         |
| Rojas 26’, 38’ A. García 28’ Arango 48’ | Marcatori | 67’ Corozo 73’ Kaviedes |

| Arbitro: | Giménez |

|                                                                                                 |           |  |
| Álvaro 8’ Ronaldinho 16’, 90’ (rig.) Edú 22’, 37’ Athirson 44’ Adriano 65’ Lucas 72’ Warley 82’ | Marcatori |  |

### Gruppo B
| Pos. | Squadra   | Pt | G | V | N | P | GF | GS | DR |
| ---- | --------- | -- | - | - | - | - | -- | -- | -- |
| 1.   | Uruguay   | 12 | 4 | 4 | 0 | 0 | 7  | 2  | +5 |
| 2.   | Argentina | 7  | 4 | 2 | 1 | 1 | 7  | 4  | +3 |
| 2.   | Perù      | 7  | 4 | 2 | 1 | 1 | 10 | 8  | +2 |
| 4.   | Paraguay  | 3  | 3 | 1 | 0 | 3 | 7  | 9  | -5 |
| 5.   | Bolivia   | 0  | 3 | 0 | 0 | 4 | 4  | 12 | -8 |

#### Incontri
| Arbitro: | Almeida |

|                         |           |  |
| P. García 5’ Franco 78’ | Marcatori |  |

| Arbitro: | Moreno |

|                                    |           |            |
| Cufré 45’ Placente 74’ Biagini 83’ | Marcatori | 40’ Candia |

| Arbitro: | Cervantes |

|                                          |           |                  |
| Cuevas 5’ Ramírez 29’ (rig.) Paredes 91’ | Marcatori | 72’ L. Gutiérrez |

| Arbitro: | Aros |

|           |           |                |
| Cufré 75’ | Marcatori | 10’ C. Pizarro |

| Arbitro: | Moreno |

|                                       |           |                               |
| C. Pizarro 54’, 59’, 76’ M. Gómez 67’ | Marcatori | 39’, 62’ Santa Cruz 65’ Pérez |

| Arbitro: | Borgosano |

|                                 |           |            |
| P. García 8’ Olivera 48’ (rig.) | Marcatori | 85’ Suárez |

| Arbitro: | Aros |

|            |           |  |
| Melono 13’ | Marcatori |  |

| Arbitro: | Cervantes |

|                               |           |  |
| Romeo 65’ Riquelme 90’ (rig.) | Marcatori |  |

| Arbitro: | Borgosano |

|                                           |           |                            |
| Lobatón 45’, 51’, 85’, 88’ C. Pizarro 78’ | Marcatori | 76’ Suárez 82’ (rig.) Peña |

| Arbitro: | Almeida |

|                               |           |               |
| Olivera 59’ (rig.) Coelho 63’ | Marcatori | 23’ Cambiasso |

## Fase finale

### Classifica
| Pos. | Squadra   | Pt | G | V | N | P | GF | GS | DR |
| ---- | --------- | -- | - | - | - | - | -- | -- | -- |
| 1.   | Brasile   | 7  | 3 | 2 | 1 | 0 | 9  | 5  | +4 |
| 2.   | Cile      | 6  | 3 | 2 | 0 | 1 | 6  | 4  | +2 |
| 3.   | Argentina | 3  | 3 | 1 | 0 | 2 | 5  | 5  | 0  |
| 4.   | Uruguay   | 1  | 3 | 0 | 1 | 2 | 3  | 9  | -6 |

### Incontri
| Arbitro: | Giménez |

|                                                    |           |            |
| J. Gutiérrez 26’ Tapia 47’ Rios 71’ D. Pizarro 83’ | Marcatori | 42’ Coelho |

| Arbitro: | Amarilla |

|                                  |           |                        |
| Ronaldinho 2’, 35’, 78’ Alex 18’ | Marcatori | 5’ Romeo 21’ Cambiasso |

| Arbitro: | Moreno |

|                              |           |  |
| Scaloni 61’ Messera 64’, 78’ | Marcatori |  |

| Arbitro: | Cervantes |

|                                        |           |           |
| Athirson 31’ Ronaldinho 46’ Baiano 60’ | Marcatori | 15’ Tapia |

| Arbitro: | Paniagua |

|                                  |           |                      |
| Fábio Bilica 4’ Fábio Júnior 87’ | Marcatori | 48’ Risso 59’ Varela |

| Arbitro: | Amarilla |

|           |           |  |
| Navia 86’ | Marcatori |  |